# 소가정
소가정(蘇我町)은 지바현 지바군에 일찍이 존재했던 정이다. 현재의 지바시 주오구 중남부에 해당한다.

## 역사
- 1889년 4월 1일 - 정촌제 시행에 의해 소가노촌, 이마이촌, 미야자키촌, 오모리촌, 아카이촌, 고하나와촌 이쿠미고가 합병해 지바군 소가촌이 성립하였다.
- 1890년 5월 23일 - 정으로 승격해 소가정이 되었다.
- 1937년 2월 11일 - 미야코촌, 쓰가촌, 게미가와정과 함께 지바시에 편입되어, 동일 소가정은 폐지되었다.

## 교통

### 철도
- 철도성 (→ JR동일본)
  - 가사라즈선

또, 현재는 게이세이 전철 지하라선이 마을을 통과하고 있어, 오모리다이역이 존재하고 있지만, 소가정이 존재했을 때는 개통되지 않았다.